# Русинек, Эзра
Эзра Русинек (ивр. עזרא רוסינק‎; 11 мая 1914, Лиепая — 27 апреля 1991, Иерусалим) — один из руководителей движения «Бейтар» в Латвии в 1930-х годах, в 1960-х годах — участник подпольного сионистского движения в Риге, отказник, активист движения евреев советской Латвии за свободу выезда в Израиль.

## Биография

### Деятельность в независимой Латвии
Эзра Русинек был старшим из троих детей Иосифа Русинека (род. 1 апреля 1884 г., Пилица, Польша — ум. 22 сентября 1947 г., Рига, Латвия) и Рахель Райбман (род. 1880 г., Каунас, Литва — ум. 1973 г., Рига, Латвия). Воспитывался в традиционной еврейской семье с сильным сионистским сентиментом. Учился с первого по третий класс в немецкой школе, c четвёртого класса по шестой — в еврейской школе, где изучал иврит. Несколько лет посещал хедер, также был членом еврейского скаутского движения.
После окончания школы уехал учиться на часового мастера в город Безансон во Франции. После возвращения в Лиепаю в 1932 году Русинек присоединился к отцовскому делу по производству и продаже часов. В то же время вступил в организацию «Бейтар», находясь под влиянием идей Владимира Жаботинского, выступающего за создание независимого еврейского государства в Палестине.
В 1934—1935 годах служил в латвийской армии, в 1938—1940 годах был секретарем местного отделения «Бейтара» в родном городе. После женитьбы в 1938 году собирался выехать в Палестину, но в связи с начавшейся Второй мировой войной и вводом советских войск в Латвию, был вынужден остаться в Латвии.

### Деятельность в СССР
14 июня 1941 года, за неделю до немецкого вторжения, советскими властями была проведена массовая депортация «антисоветского элемента» с территории Латвии. Русинек был сослан вместе с большинством членов своей семьи в Красноярский край. В 1942—1943 гг. вызывался по поводу своего членства в «Бейтаре» в НКВД, но за недоказанностью был отпущен. Эзра Русинек обращался в местный военкомат, но в службе в Красной армии ему было отказано.
В 1947 году семья вернулась в Ригу, а через два года у Русинека родился второй сын. В начале 1950 года советские власти сообщили Русинеку, что его право жить в крупных городах было отменено, что означало реальную угрозу последующего ареста. Русинек был вынужден бежать со своей семьей из Риги сначала в Энгельс, затем в Ростов-на-Дону и Таганрог, где получилось прописаться.
В 1961 г. в Израиль репатриируется мать Русинека, а в 1963 году Эзра Русинек и его семья вернулись в Ригу. Чета Русинек практически сразу подала заявление на выезд в Израиль. Разрешение на выезд Русинек не получил, а его дочь была исключена с пятого курса Рижского медицинского института.
Вернувшись в Ригу в 1963 году, Русинек начал различными способами распространять сионистские идеи среди местных евреев. Он перевел и подпольно распространял книгу «Исход» Леона Юриса, чье влияние на молодых читателей в Советском Союзе было огромным.
Эзра Русинек инициировал перевод многочисленных статей из западной прессы на еврейские темы, также публиковал дореволюционные статьи об истории еврейского народа и сионизме, устраивал просмотр слайдов, отснятых в Израиле. Русинек также был одним из активистов мемориализации места массового расстрела евреев в Румбульском лесу, одним из создателей в 1969 году рижской сионистской организации.
10-11 марта 1971 году Эзра Русинек принял участие в голодной демонстрации советских евреев в Москве в Приемной Президиума Верховного Совета СССР, вступив в полемику с заведующим Приёмной Президиума Верховного Совета СССР Скляровым. До своего отъезда в Израиль Русинек координировал собирание подписей в международные и советские инстанции с требованием свободной Алии советских евреев в Израиль.

### В Израиле
В 1971 году Русинек и его семья получили разрешение на выезд и в начале апреля покинули Ригу на поезде, направляясь в Вену. Во время переезда у него случился сердечный приступ. В конце концов он поселился в Иерусалиме, но из-за перенесенного сердечного приступа стал инвалидом. Эзра Русинек скончался в своем доме в Иерусалиме в 1991 г.

## Архив
Оригиналы рукописных материалов и цифровые копии фотографий из личного архива Эзры Русинека переданы в Центральный архив истории еврейского народа (CAHJP, Иерусалим)